# 米内乌河
米内乌河（羅馬尼亞語：Mineu）是位于羅馬尼亞境内的一條河流，也是瑟拉日河左岸上的一条支流。该河在瑟勒齊格鄉境内注入瑟拉日河。该河全长17公里，流域面积39平方千米。